# بولاتوو (استان آرخانگلسک)
بولاتوو (به لاتین: Bulatovo) یک منطقهٔ مسکونی در روسیه است که در استان آرخانگلسک واقع شده‌است.